# 丙酸镍
丙酸镍是镍(II)的丙酸盐，化学式为(CH3CH2COO)2Ni。

## 制备
丙酸镍可由丙酸钡和硫酸镍反应得到：
(C2H5COO)2Ba + NiSO4 → BaSO4↓ + (C2H5COO)2Ni